# Nowomykolajiwka (Kamjanske)
Nowomykolajiwka (ukrainisch Новомиколаївка; russisch Новониколаевка Nowonikolajewka) ist eine Siedlung städtischen Typs in der ukrainischen Oblast Dnipropetrowsk mit etwa 4100 Einwohnern (2018).

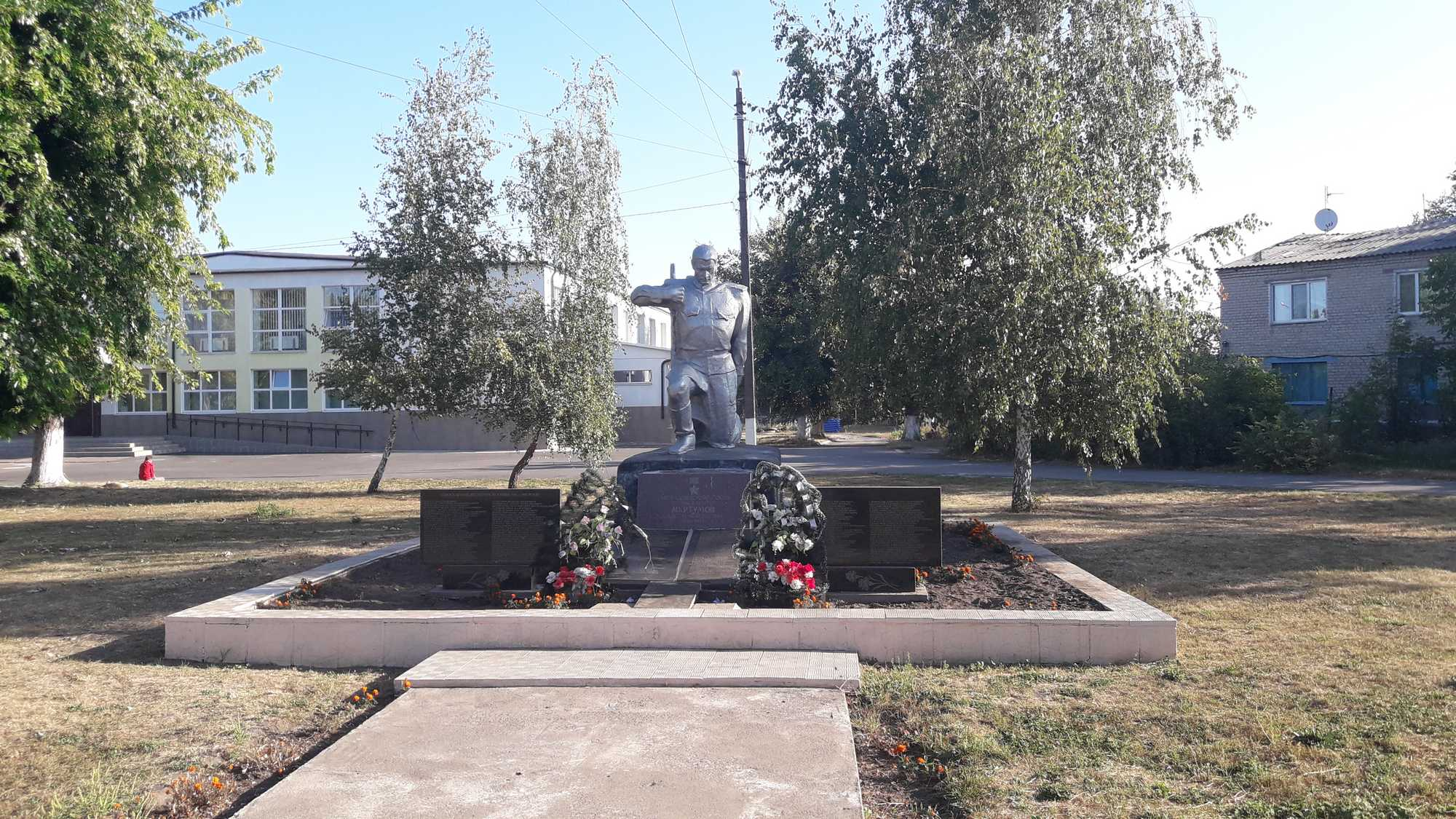
Denkmal im Ort

Die 1917 gegründete Ortschaft besitzt den Status einer Siedlung städtischen Typs seit 1966.

## Geographie
Nowomykolajiwka liegt unweit südwestlich des zum Kamjansker Stausee angestauten Dnepr 65 km westlich des Oblastzentrums Dnipro. Im Norden grenzt der Ort an Dniprowske und im Osten an Auly im Rajon Krynytschky. Die Ortschaft liegt an der Fernstraße N 08 zwischen dem 12 km nördlich gelegenen Hauptort des ehemaligen Rajons Werchnjodniprowsk und der 23 km westlich gelegenen Stadtmitte von Kamjanske.
In Nowomykolajiwka beginnt die Territorialstraße T–04–29, die Richtung Süden über Werchiwzewe nach Boschedariwka führt. Nowomykolajiwka hat einen Bahnhof an der Bahnstrecke Dnipro – Krywyj Rih.
Am 12. Juni 2020 wurde die Siedlung ein Teil der Stadtgemeinde Werchnjodniprowsk, bis dahin bildete sie zusammen mit den Dörfern Bratske (Братське), Tschepyne (Чепине), Tschkalowka (Чкаловка) und Wojewodiwka (Воєводівка) die gleichnamige Landgemeinde Dniprowske (Дніпровська селищна рада/Dniprowska selyschtschna rada) im Osten des Rajons Werchnjodniprowsk.
Am 17. Juli 2020 kam es im Zuge einer großen Rajonsreform zum Anschluss des Rajonsgebietes an den Rajon Kamjanske.

## Bevölkerung
| 1970 | 1979 | 1989 | 2001 | 2005 | 2013 | 2018 |
| ---- | ---- | ---- | ---- | ---- | ---- | ---- |
| 4116 | 4194 | 4142 | 4009 | 4081 | 4183 | 4090 |

Quelle: